# Бурундійський франк
Бурундійський франк (фр. Franc du Burundi) — національна валюта Бурунді, дорівнює 100 сантимам.

## Історія
У період німецького колоніального панування в Бурунді перебували в обігу арабські монети та індійські рупії. З 1919 року в утвореній під мандатом Бельгії території Руанди-Урунді як грошову одиницю було введено в обіг конголезький франк.
З 1960 року грошовою одиницею став франк Руанди-Урунді, що зберіг колишнє паритетне співвідношення з бельгійським франком. Після утворення двох незалежних держав — Королівства Бурунді (28 листопада 1966 року Бурунді стала республікою) та Республіки Руанди — між ними у 1962 році було укладено угоду про валютну та митну унії. Їх спільною валютою, паритет якої залишився без змін, став франк Руанди і Бурунді, а центральний банк був перейменований в Емісійний банк Руанди і Бурунді. 1964 року Бурунді та Руанда створили національні емісійні інститути і ввели національні валюти — франк Бурунді і франк Руанди.

## Опис

### Банкноти
У готівковому обігу перебувають банкноти номіналом 100, 500, 1000, 2000, 5000, 10 000 франків. При цьому серед купюр номіналом від 10 до 500 бурундійських франків в обігу досі беруть участь банкноти серії 1968–1976 років (проте вони поступово виходять з обігу).
Банкноти кожного номіналу мають кілька варіантів оформлення (залежно від дати випуску), які відрізняються за рядом ознак.
| Серія 1993 року | Серія 1993 року | Серія 1993 року   | Серія 1993 року | Серія 1993 року         | Серія 1993 року                                       | Серія 1993 року               | Серія 1993 року |
| Зображення      | Зображення      | Номінал (франків) | Розміри (мм)    | Основні кольори         | Опис                                                  | Опис                          | Рік друку       |
| Аверс           | Реверс          | Номінал (франків) | Розміри (мм)    | Основні кольори         | Аверс                                                 | Реверс                        | Рік друку       |
| --------------- | --------------- | ----------------- | --------------- | ----------------------- | ----------------------------------------------------- | ----------------------------- | --------------- |
|                 |                 | 10                | 61 х 115        | зелений, рожевий        | Державний герб на тлі контурної мапи країни           | Національний девіз            | 1994            |
|                 |                 | 20                | 64 х 130        | помаранчевий, блакитний | Ритуальний танок                                      | Державний герб                | 1994            |
|                 |                 | 50                | 67 х 140        | коричневий, зелений     | Чоловік у каное                                       | Рибалки, гіпопотам            | 1994            |
|                 |                 | 100               | 70 х 150        | фіолетовий, зелений     | Портрет Луї Рвагасоре                                 | Будівництво житлового будинку | 1993            |
|                 |                 | 500               | 73 х 160        | синій, коричневий       | Портрет Президента                                    | Будівля Центрального Банку    | 1995            |
|                 |                 | 500               | 73 х 160        | синій, коричневий       | Різний витвір мистецтва                               | Будівля Центрального Банку    | 1999            |
|                 |                 | 1000              | 76 х 170        | зелений, рожевий        | Крупна рогата худоба                                  | Меморіальний комплекс         | 2000            |
|                 |                 | 2000              | 77 х 176        | синій, зелений          | Збір врожаю на плантації                              | Водний пейзаж                 | 2001            |
|                 |                 | 5000              | 80 х 180        | зелений, блакитний      | Державний герб, будівля                               | Вантажний морський порт       | 1999            |
|                 |                 | 10 000            | 75 х 150        | червоний, фіолетовий    | Подвійний портрет: Луї Рвагасоре та Мельхіора Ндадайє | Учні на уроці                 | 2004            |

У 1966 році банкноти номіналом від 20 франків і вище були передруковані Банком Республіки Бурунді із заміною слова «королівство» на «республіка». Розпочався регулярний випуск купюр номіналом у 10, 20, 50, 100, 500, 1000 і 5000 франків. Десятифранкова банкнота була замінена монетою у 1968 році. Банкноти номіналом у 2000 франків були введені у 2001 році, 10 000 франків — у 2004 році. На десятитисячній банкноті використана фотографія бурундійських школярів, яку зробив фотограф Келії Фаджак.

### Монети
У 1965 році Банком Королівства Бурунді була випущена латунна монета в 1 франк. 1968 року Банк Республіки Бурунді взяв на себе випуск монет і представив алюмінієві монети в 1 і 5 франків, і мідно-нікелеву монету у 10 франків. Монети в 1 і 5 франків із зображенням герба були введені у 1976 році.

## Перспективи розвитку валюти
Існують плани ввести єдину валюту, новий шилінг Східної Африки, для п'яти держав — членів Східно-Африканського співтовариства до кінця 2015 року.